# Alexander Kan

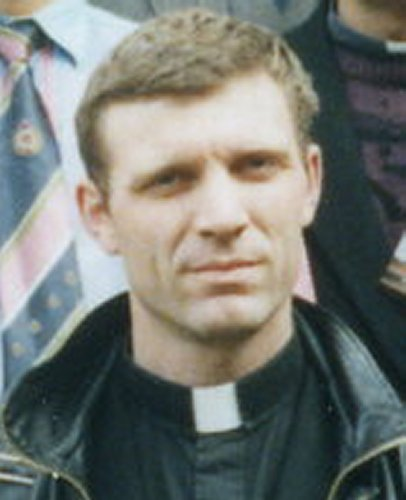
Apostolischer Superior Alexander Kan SJ

Alexander Rjurikowitsch Kan SJ (russisch Александр Рюрикович Кан; * 7. Mai 1963 in Karaganda, Kasachische SSR) ist ein kasachischer Ordensgeistlicher und ehemaliger Apostolischer Superior der römisch-katholischen Kirche in Kirgisistan.

## Leben
Alexander Kan trat der Ordensgemeinschaft der Gesellschaft Jesu bei und empfing am 29. Mai 1988 die Priesterweihe. Papst Johannes Paul II. ernannte ihn am 22. Dezember 1997 zum Superior der mit gleichem Datum errichteten Mission sui juris in Kirgisistan. Mit Einrichtung der Apostolischen Administratur Kirgisistan durch Papst Benedikt XVI. und Bestellung des Apostolischen Administrators Nikolaus Messmer SJ, trat er vom Amt als Superior zurück.